# الکسی اسپن
الکسی اسپن (به انگلیسی: Alexi Spann) (زادهٔ ۲۱ اکتبر ۱۹۸۶) شناگر اهل ایالات متحده آمریکا است.